# Libantè
Libantè è un arrondissement del Benin situato nella città di Ségbana (dipartimento di Alibori) con 12 330 abitanti (dato 2006).